# 화이트 노이즈 (소설)

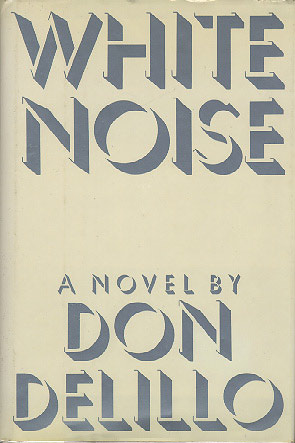

화이트 노이즈 ( White Noise )는 돈 디릴로가 쓴 소설로 1985년에 바이킹 출판사에서 출판했다.  이 작품으로 디릴로는 미국 소설상을 수상하였다.  이 소설은 포스트모던 문학의 시금석인 예이다. 이 소설로 인해 디릴로는 대중에 널리 알려지게 되었다.  타임 (잡지)에서는 1923년에서 2005년까지의 100대 영어로된 소설로 이 작품을 등재하였다.

## 같이 보기
- 백색 잡음